# Abies insignis
Abies insignis là một loài thực vật hạt trần trong họ Pinaceae. Loài này được Carrière ex Bailly mô tả khoa học đầu tiên năm 1890.